# ريتشارد أرنولد إبستاين
ريتشارد أرنولد إبستاين (بالإنجليزية: Richard Arnold Epstein)‏ هو مهندس وفيزيائي أمريكي، ولد في 5 مارس 1927 في لوس أنجلوس في الولايات المتحدة.